# Espina de Tremor
Espina de Tremor es un lugar español perteneciente al municipio de Igüeña, en la provincia de León y la comarca de El Bierzo, en la comunidad autónoma de Castilla y León.
Situado en la cabecera del río Fresno, afluente del Tremor, y este del Boeza.
Los terrenos de Espina de Tremor limitan con la sierra de Jistredo al norte, Murias de Ponjos al este, Los Barrios de Nistoso y Tabladas al sur, y Tremor de Arriba al oeste.
- Datos: Q2840227
- Multimedia: Espina de Tremor / Q2840227